# Lèmur mostela dels Holland
El lèmur mostela dels Holland (Lepilemur hollandorum) és una espècie de primat que, com tots els lèmurs, viu a Madagascar. L'espècie fou descrita per primera vegada l'any 2008. El seu nom és en honor dels filantrops Dick i Mary Holland, pel seu suport a joves científics malgaixos. Amb un pes d'aproximadament un quilogram, es tracta d'una de les espècies més grosses de lèmurs mostela.